# Ödlefisk
Ödlefisk (Synodus synodus) är en fiskart som först beskrevs av Carl von Linné 1758.  Ödlefisk ingår i släktet Synodus och familjen Synodontidae. Inga underarter finns listade i Catalogue of Life.
Arten förekommer främst i västra Atlanten och i Karibiska havet nära kusten. Några populationer lever kring öar i centrala och östra Atlanten. Ödlefisk dyker till ett djup av 300 meter. Grunden kan vara mjuk eller klippig. Individerna blir vanligen 15 och ibland upp till 30 cm långa. De har små fiskar som föda.
Det är oklart hur stort fisket på arten är. Några exemplar dödas av introducerade fiskar. Hela populationen antas vara stor. IUCN listar arten som livskraftig (LC).